# الیور ابیلدگارد
الیور ابیلدگارد (انگلیسی: Oliver Abildgaard؛ زادهٔ ۱۰ ژوئن ۱۹۹۶) بازیکن فوتبال اهل دانمارک است.
از باشگاه‌هایی که در آن بازی کرده‌است می‌توان به باشگاه فوتبال اوبی و باشگاه فوتبال روبین کازان اشاره کرد.
وی همچنین در تیم‌های ملی فوتبال زیر ۱۹ سال، زیر ۲۱ سال و بزرگسالان دانمارک بازی کرده‌است.